# Тайс, Эрнст
Эрнст Тайс (нем. Ernst Theis; род. 31 июля 1961, Зирнинг) — австрийский дирижёр.
Начал обучаться музыке в своём родном городе в молодёжном духовом оркестре. Играл в любительских духовых коллективах и рок-группах. В 1979—1985 гг. учился игре на трубе и ударных инструментах в Венской консерватории, занимался также в классе дирижирования Отмара Суитнера. В 1996 г. прошёл мастер-класс Петера Этвёша на Дармштадтских курсах новой музыки.
С 1986 г. руководил ансамблем ударных инструментов и преподавал ударные в Венской консерватории, с 1996 г. заведовал отделением духовых и ударных инструментов. В 1989 г. дебютировал как дирижёр с Венским камерным оркестром. В 1991 г. основал Австрийский камерно-симфонический оркестр (нем. Orchester Österreichische Kammersymphoniker) и руководил им до 2003 г. В 1996—1999 гг. дирижёр Венской народной оперы.
В 2003 г. покинул Вену и в течение 10 лет возглавлял оркестр Дрезденской государственной оперетты. В дрезденский период сосредоточился, прежде всего, на наследии Жака Оффенбаха и Иоганна Штрауса, в 2011 г. провёл первый дрезденский Фестиваль Иоганна Штрауса. Выпустил ряд записей штраусовских и оффенбаховских оперетт, в том числе первую запись оперетты Штрауса «Кружевной платок королевы» (2008).
С 2013 г. работает как приглашённый дирижёр с различными европейскими оркестрами — в частности, в том же году выступил в Казани с Государственным симфоническим оркестром Республики Татарстан.
Тайс был одним из дирижёров, работавших с пианистом Массимо Палумбо в первом проекте по записи всех клавирных концертов Йозефа Гайдна. Он также работает над специальным проектом, посвящённым музыке 1920—1930-х гг., написанной для исполнения по радио, — в рамках проекта записаны, в частности, произведения Вальтера Браунфельса, Эрнста Тоха, Франца Шрекера; за исследовательскую часть этого проекта в 2019 г. удостоен Венским университетом музыки степени доктора наук.